# أنابيل كراب
أنابيل كراب (بالإنجليزية: Annabel Crabb)‏ هي صحفية ومقدمة تلفزيونية أسترالية، ولدت في 1 فبراير 1973 في أديلايد في أستراليا.

## وصلات خارجية
- أنابيل كراب على موقع IMDb (الإنجليزية)
- أنابيل كراب على موقع ميوزك برينز (الإنجليزية)
- أنابيل كراب على موقع قاعدة بيانات الفيلم (الإنجليزية)